# Lochem
Lochem és un municipi de la província de Gelderland, al centre-oest dels Països Baixos. L'1 de gener del 2009 tenia 33.465 habitants repartits sobre una superfície de 216,02 km² (dels quals 2,71 km² corresponen a aigua). Limita al nord-oest amb Voorst, al nord amb Deventer (O) i Rijssen-Holten (O), al nord-est amb Hof van Twente (O), al sud-oest amb Zutphen, al sud Bronckhorst i al sud-est amb Berkelland. L'u de gener de 2005 va absorbir el municipi de Gorssel

## Centres de població
| Nom     | Població |
| ------- | -------- |
| Almen   | 1.160    |
| Barchem | 1.790    |
| Eefde   | 4.210    |
| Epse    | 1.900    |
| Exel    | 370      |
| Gorssel | 3.770    |
| Harfsen | 1.670    |
| Joppe   | 440      |
| Laren   | 3.928    |
| Lochem  | 12.360   |
| Zwiep   | 60       |

## Ajuntament
| Eleccions locals per escons | Eleccions locals per escons | Eleccions locals per escons | Eleccions locals per escons | Eleccions locals per escons |
| Partit                      | 1998                        | 2002                        | 2004 x)                     |                             |
| --------------------------- | --------------------------- | --------------------------- | --------------------------- | --------------------------- |
| VVD/Lokaal y)               | 3                           | 3                           | 8                           |                             |
| PvdA                        | 4                           | 3                           | 5                           |                             |
| CDA                         | 3                           | 3                           | 4                           |                             |
| Gemeentebelangen            | 5                           | 5                           | 3                           |                             |
| GroenLinks                  | 2                           | 2                           | 2                           |                             |
| D66                         | 0                           | 1                           | 1                           |                             |
| Total                       | 17                          | 17                          | 23                          |                             |
| Participació                | 68,1%                       | 67,6%                       | ? %                         |                             |

## Galeria d'imatges

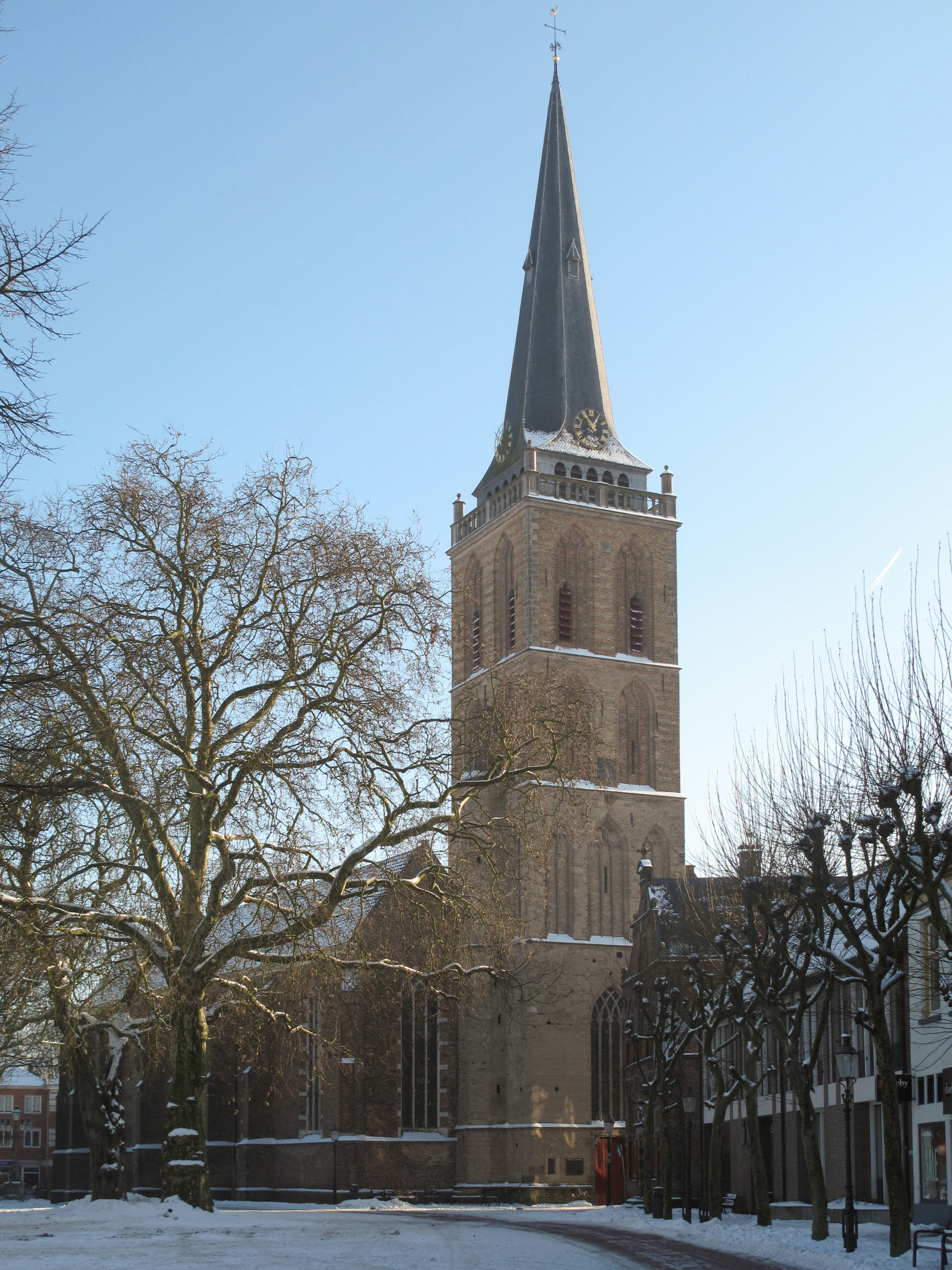
De Gudulakerk
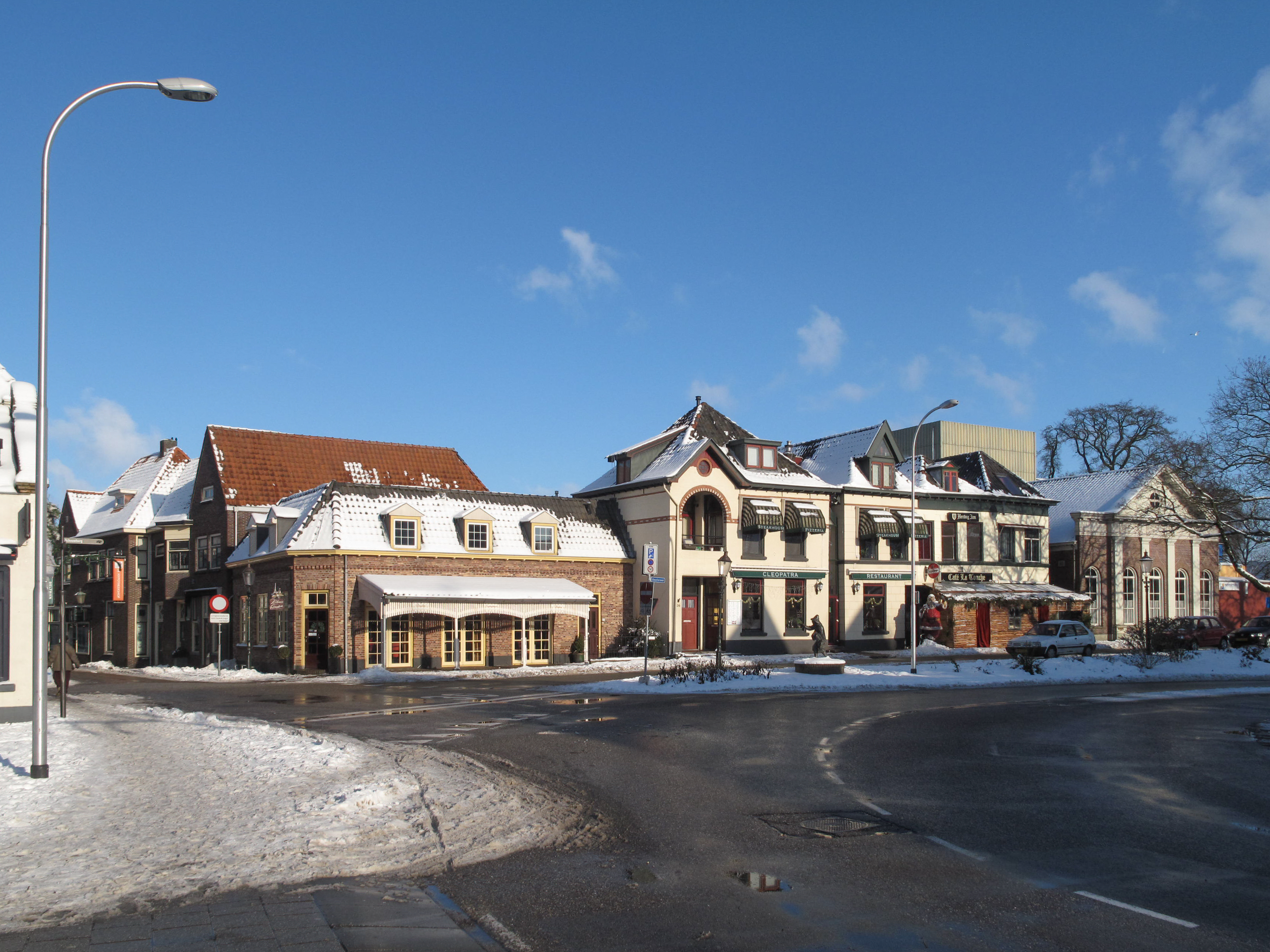
Cantonada de Lochem: Nieuwstad-Graaf Ottolaan
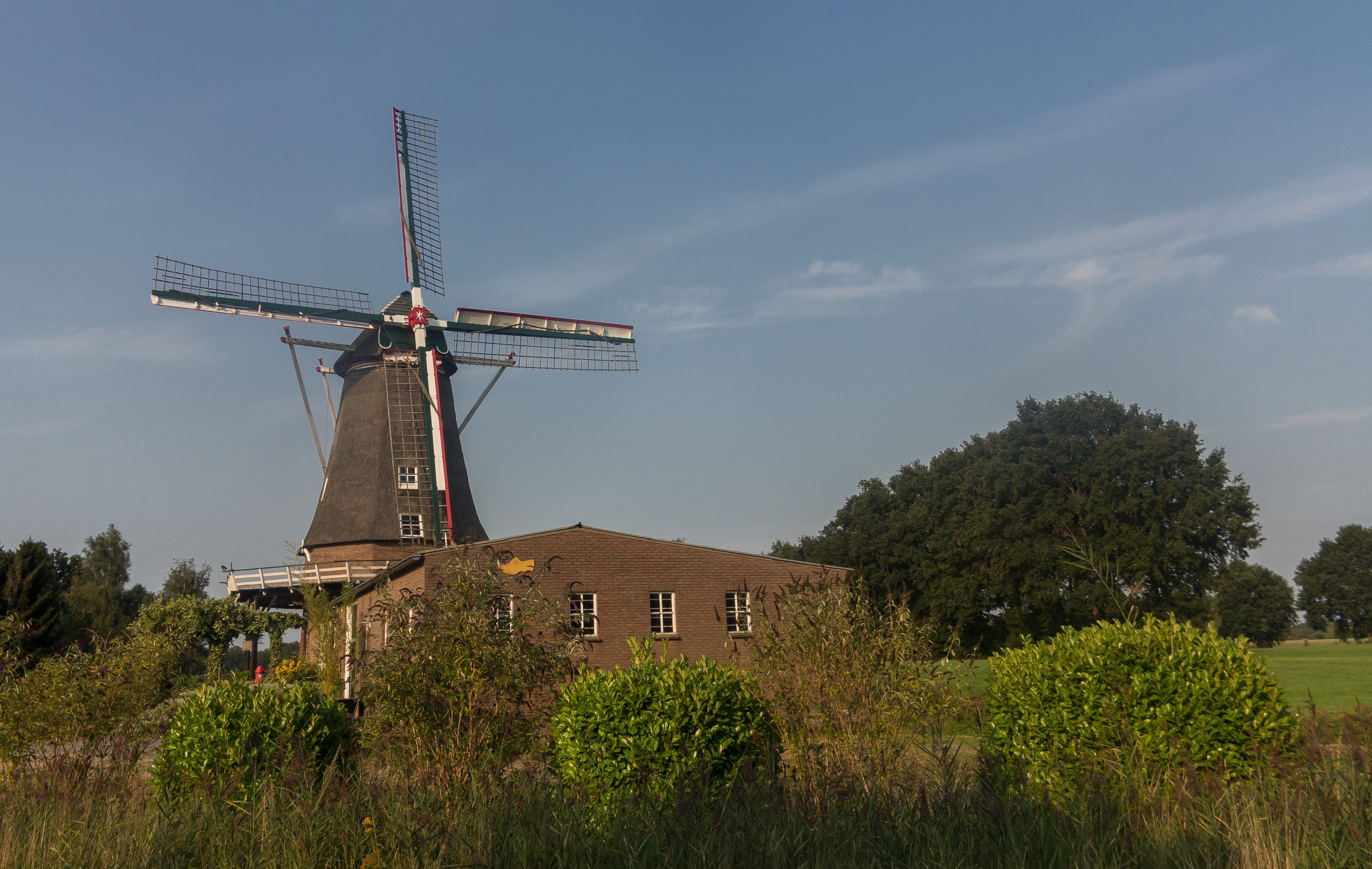
Molí de Zwiep
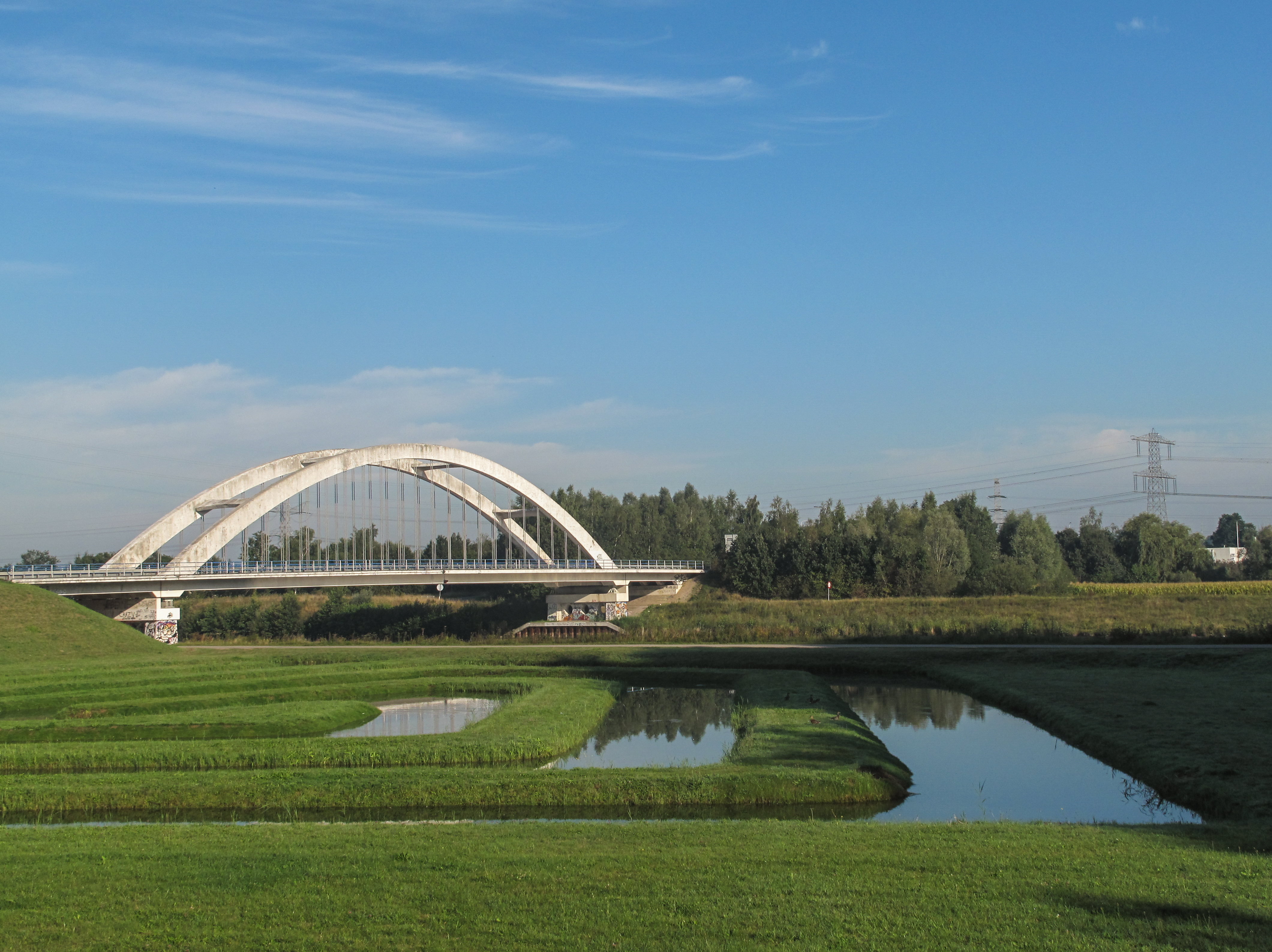
Lochem, pont sobre el Twentekanaal